# Advent City
Advent City és un assentament abandonat situat a l'illa de Spitsbergen, a l'arxipèlag Svalbard, Noruega.
A la darreria del segle xviii, es va descobrir hulla a Spitsbergen, a la ribera de l'Isfjorden. A causa de l'auge i exploració al llarg de les costes del fiord, va augmentar el nombre d'empleats de la mina, el que va propiciar l'establiment d'un assentament proper als llocs d'extracció. I, tant és així que el 1904, es funda el petit poble d'Advent City, damunt la ribera nord de l'Adventfjorden, al qual deu el seu nom.
Quan es va crear Longyearbyen, just a l'altre costat del fiord el 1906, va començar despoblant-se. Quan la mina es va esgotar aviat es va convertir en una ciutat fantasma.